# Bilaspur Airport
Bilaspur Airport är en flygplats i Indien.   Den ligger i distriktet Bilāspur och delstaten Chhattisgarh, i den centrala delen av landet, 900 km sydost om huvudstaden New Delhi. Bilaspur Airport ligger 274 meter över havet.
Terrängen runt Bilaspur Airport är mycket platt. Runt Bilaspur Airport är det tätbefolkat, med 297 invånare per kvadratkilometer. Närmaste större samhälle är Bilāspur, 11,2 km norr om Bilaspur Airport. Trakten runt Bilaspur Airport består till största delen av jordbruksmark.